# Dekompresní nemoc

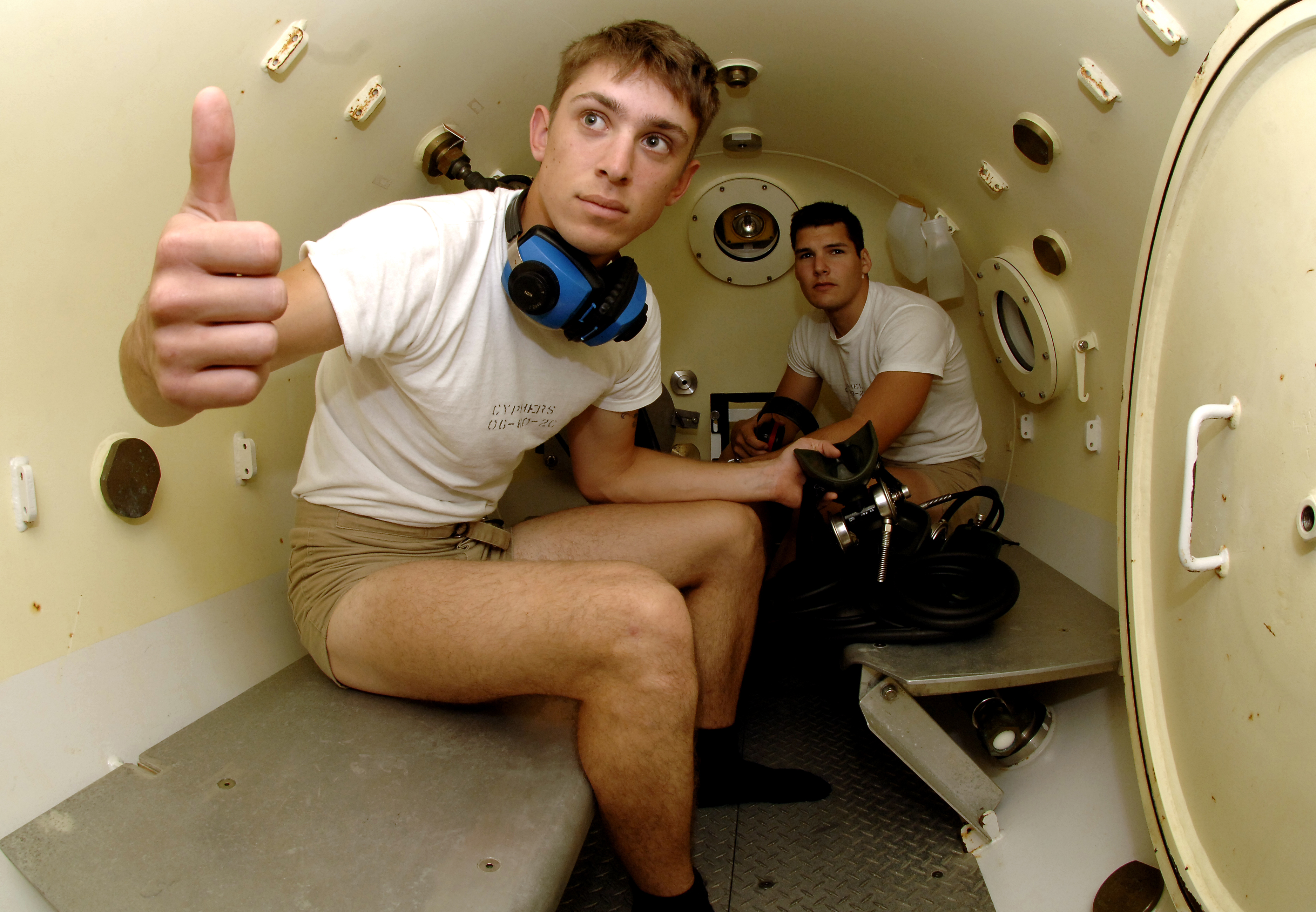
Dekompresní komora

Dekompresní nemoc (též kesonová nemoc, nemoc potápěčů, desaturační aeropatie, DCS) je označení řady příznaků, které postihují osobu vystavenou snížení okolního tlaku. Je jedním z nebezpečí při potápění a dalších aktivitách spojených se změnami tlaku.

## Příčiny
Dekompresní nemoc může nastat v těchto situacích:
- Potápěč stoupá při vynořování příliš rychle, bez dodržení bezpečnostních přestávek.
- Potápěč je pod hladinou příliš dlouho a absorbuje příliš mnoho dusíku do svého krevního oběhu.
- Potápěč se vynoří se zadrženým dechem a způsobí si přetlak plic a vzduch vnikne do krevního oběhu.
- Letadlo bez přetlakové kabiny při stoupání vzhůru.
- Selhání systému přetlakové kabiny v letadle.
- Dělníci opouštějící kesony s uměle zvýšeným tlakem či horníci opouštějící doly, kde byl předtím zvýšen tlak pro vyčerpávání vody.
- Kosmonaut opouštějící vesmírný modul a pracující ve volném prostoru, protože tlak ve skafandru je nižší, než tlak v modulu.

## Fyziologie
Výše uvedené problémy způsobuje hlavně dusík, který se za normálních okolností rozpouští v tělních tekutinách a tkáních. Při poklesu tlaku se ve fyziologických tekutinách uvolní ve formě bublin plynu.
Podle Henryho zákona při nárůstu tlaku plynu v tekutině také narůstá množství plynu, který se může v této tekutině rozpustit. Známým příkladem tohoto zákona je otevírání sodovky. Při odzátkování lahve je slyšet unikající plyn a mohou být vidět bublinky. Jde o oxid uhličitý, uvolněný z roztoku jako důsledek poklesu tlaku uvnitř lahve na atmosférický tlak.
Podobně se chová i dusík, který je za normálních podmínek rozpuštěný v lidském těle, tkáních a fyziologických tekutinách. Když je tělo vystaveno prudce sníženému tlaku (například při stoupání v letadle bez přetlakové kabiny, či během výstupu při potápění s přístrojem), dusík uložený v těle se vylučuje do tělních tekutin. Pokud je dusík vylučován příliš rychle, v těle vytvořené bublinky způsobují příznaky hloubkové nemoci. Od svědění a vyrážky až k bolestem kloubů, které jsou známy jako „nemoc z dekomprese“, vede až k selhání smyslových vjemů, paralýze a ke smrti.
Plynová embolie, způsobená jinými příčinami, může mít mnoho příznaků podobných DCS.

## Historie
První dokumentovaný případ dekompresní nemoci byl hlášen v roce 1841. Důlní inženýr pozoroval výskyt bolestí a křečí u horníků, vystavených tlaku vzduchu v šachtě, ze které se odčerpávala voda. Ponorkový průkopník Julius H. Kroehl zemřel z nemoci z dekomprese během experimentálního ponoru s ponorkou Sub Marine Explorer v roce 1867. Další případ byl hlášen roku 1869. Týkal se potápění za použití vzduchem plněné helmy.

## Rozdělení DCS dle symptomů
Dekompresní choroba se rozděluje na I. a II. typ. Není možné předem odhadnout postup příznaků. Proto ihned po zjištění prvotních příznaků je třeba začít s první pomocí a dopravit postiženého k lékaři.
Do I. kategorie spadá svalová/kosterní (bolest a otok končetin, léze, neobvyklá únava), kožní (vyrážka, modré nebo červené mramorování, svědění) a lymfatická DCS (otoky končetin, obličeje u lymfatických uzlin).
Do II. kategorie patří kardiovaskulární/plicní (suchý kašel, bolest pod hrudní kostí, šok), neurologická/mozková/CNS (ztráta citu, ochrnutí, halucinace, křeče).

## Léčba dekompresní choroby
Metodou první volby při léčbě dekompresní choroby je terapie přetlakem v hyperbarické komoře (někdy i dýchání směsi s vyšším obsahem kyslíku - oxygenoterapie). Vzniklé bubliny se v přetlaku zmenší až zcela rozpustí. Následně je přetlak snižován takovou rychlostí aby nedošlo k opětovnému vzniku bublin.

### Související článek
- hyperbarická kyslíková terapie